# Đà điểu đầu mào
Đà điểu đầu mào hay Đà điểu Úc đội mũ, Đà điểu New Guinea là một loài chim không biết bay thuộc chi Casuarius, bộ Casuariiformes. Chúng được phân loại là một loài chim chạy không biết bay và không có sống trên xương ức. Đà điểu đầu mào có nguồn gốc từ các khu rừng nhiệt đới của New Guinea (Tây New Guinea và Papua New Guinea), Quần đảo Maluku (Quần đảo Seram và Aru) và đông bắc Úc.
Có ba loài đà điểu đầu mào còn tồn tại. Loài phổ biến nhất là đà điểu đầu mào phương nam, là loài chim còn sống cao thứ ba và nặng thứ hai, chỉ nhỏ hơn đà điểu thường và đà điểu emu. Hai loài còn lại là đà điểu đầu mào phương bắc và đà điểu đầu mào lùn; đà điểu đầu mào phương bắc là loài mới được phát hiện gần đây nhất và bị đe dọa nhiều nhất. Loài thứ tư đã tuyệt chủng là đà điểu đầu mào pygmy.
Đà điểu đầu mào rất cảnh giác với con người, nhưng nếu bị khiêu khích chúng có khả năng gây ra những vết thương nghiêm trọng, thậm chí tử vong. Chúng có thể tấn công cả chó và người. Đà điểu đầu mào thường được gọi là "loài chim nguy hiểm nhất thế giới", mặc dù xét về số liệu thống kê được ghi lại thì nó không là gì so với đà điểu châu Phi là loài giết chết hai đến ba người mỗi năm ở Nam Phi.

## Phân loại học, hệ thống học và tiến hóa
Chi Casuarius được nhà khoa học người Pháp Mathurin Jacques Brisson đề cập trong cuốn Ornithologie được xuất bản vào năm 1760 của ông. Loài điển hình là Đà điểu đầu mào phương nam (Casuarius casuarius). Nhà tự nhiên học người Thụy Điển Carl Linnaeus đã giới thiệu chi Casuarius trong ấn bản thứ sáu của cuốn Systema Naturae của ông được xuất bản vào năm 1748, nhưng Linnaeus đã bỏ chi này trong lần xuất bản thứ mười quan trọng năm 1758 và đưa đà điểu đầu mào phương Nam cùng với đà điểu đầu mào thông thường và đà điểu đuôi dài lớn vào chi Struthio. Vì ngày xuất bản ấn bản thứ sáu của Linnaeus là trước thời điểm bắt đầu vào năm 1758 của Ủy ban quốc tế về danh pháp động vật học nên Brisson được coi là người có thẩm quyền đối với chi này thay vì Linnaeus.
Tên tiếng Anh của loài "Cassowary" bắt nguồn từ tiếng Mã Lai: kasuari có cùng nguồn gốc với một số ngôn ngữ liên quan được nói xung quanh Moluccas và New Guinea. Đà điểu đầu mào là một thành viên của nhóm đà điểu, bao gồm cả đà điểu emu, đà điểu Nam Mỹ, đà điểu châu Phi và kiwi, cũng như các loài chim moa và chim voi đã tuyệt chủng. Các loài này được công nhận:
| Tên thông thường                                 | Tên khoa học và phân loài              | Phạm vi sống                                                                 | Kích cỡ và sinh thái học              | Tình trạng IUCN và số lượng cá thể ước tính |
| ------------------------------------------------ | -------------------------------------- | ---------------------------------------------------------------------------- | ------------------------------------- | ------------------------------------------- |
| Đà điểu đầu mào phương nam                       | Casuarius casuarius (Linnaeus, 1758)   | Nam New Guinea, đông bắc Australia, và quần đảo Aru, chủ yếu ở vùng đất thấp | Kích thước: Môi trường sống: Thức ăn: | LC                                          |
| Đà điểu đầu mào phương bắc                       | Casuarius unappendiculatus Blyth, 1860 | Bắc và tây New Guinea, và Yapen, chủ yếu ở vùng đất thấp                     | Kích thước: Môi trường sống: Thức ăn: | LC                                          |
| Đà điểu đầu mào lùn hoặc Đà điểu đầu mào Bennett | Casuarius bennetti Gould, 1857         | New Guinea, New Britain, và Yapen, chủ yếu ở vùng cao nguyên                 | Kích thước: Môi trường sống: Thức ăn: | LC                                          |
| † Đà điểu đầu mào pygmy hoặc đà điểu đầu mào nhỏ | Casuarius lydekkeri Rothschild, 1911   | Hóa thạch Pleistocene tại New South Wales and Papua New Guinea               | Kích thước: Môi trường sống: Thức ăn: | EX                                          |

Lịch sử tiến hóa của đà điểu đầu mào cũng như tất cả các loài chim chạy vẫn chưa được biết rõ. Bằng chứng di truyền cho thấy rằng họ hàng gần nhất còn sống của chúng là đà điểu emu, và đà điểu đầu mào lùn có quan hệ họ hàng gần hơn với đà điểu đầu mào phương Bắc so với hai loài này với đà điểu đầu mào phương nam. Một loài hóa thạch được báo cáo có nguồn gốc từ Úc, nhưng vì lý do sinh học địa lý nên nhiệm vụ này không chắc chắn và nó có thể thuộc về loài Emuarius thời tiền sử, một chi đà điểu emu nguyên thủy giống đà điểu đầu mào.

## Mô tả

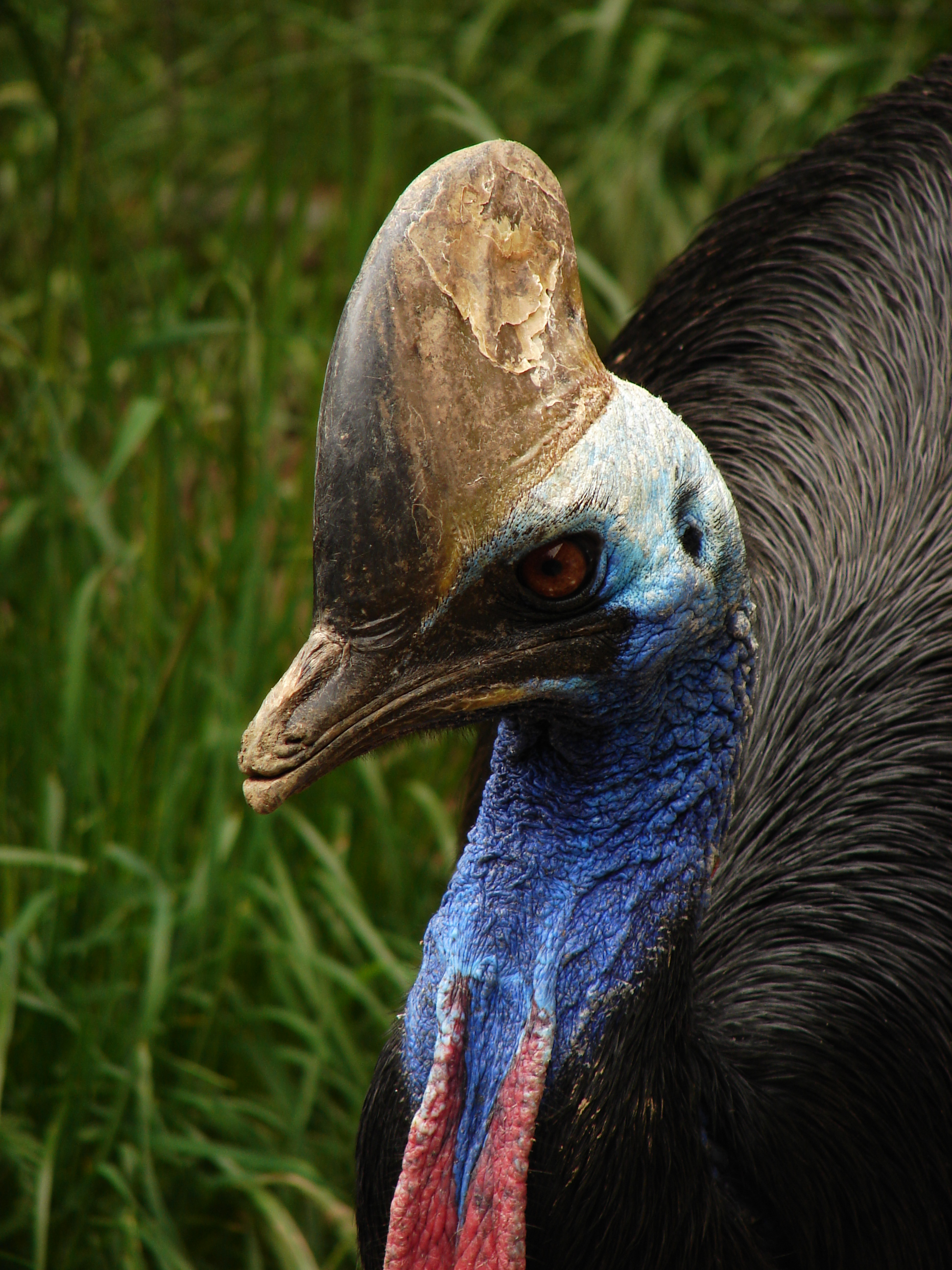
Ảnh chụp cận cảnh đầu của một con đà điểu đầu mào phương nam

Thông thường thì tất cả các loài đà điểu đầu mào đều là loài chim nhút nhát và chỉ được tìm thấy trong rừng sâu. Chúng rất giỏi trong việc biến mất trước cả khi con người biết chúng có mặt ở đó. Đà điểu đầu mào phương nam ở các khu rừng mưa cực bắc Queensland chưa được nghiên cứu kỹ, và đà điểu đầu mào phương bắc và đà điểu đầu mào lùn thậm chí còn ít được nghiên cứu hơn. Con cái thường lớn hơn và có màu sắc rực rỡ hơn con đực. Đà điểu đầu mào phương nam trưởng thành có kích thước từ 1,5 đến 1,8 m (4 ft 11 in đến 5 ft 11 in), mặc dù một số con cái có thể đạt tới 2 m (6 ft 6+1⁄2 in) và có cân nặng 58,5 kg (130 lb). Tuy nhiên không phải là hiếm khi nhìn thấy những con cái lớn bất thường có cân nặng trên 70 kg (150 lb), với mức lớn nhất từng được ghi nhận là một đà điểu đầu mào phương nam nặng 85 kg (187 lb) và cao 190 cm (6 ft 3 in).
Do đó, về mặt kỹ thuật thì cả ba loài đà điểu đầu mào đều được coi là loài chim lớn nhất châu Á kể từ khi đà điểu Ả Rập tuyệt chủng. Hơn nữa, đà điểu đầu mào không chỉ là loài chim lớn nhất châu Á mà còn là loài động vật trên cạn lớn thứ hai của New Guinea sau khi các loài họ Hươu nai như nai nhỏ Indonesia, hươu đốm và hươu dama du nhập vào đây.
Không giống như phần lớn các loài chim, đà điểu đầu mào không có lưỡi. Mỏ của chúng nhọn, sắc và khỏe nhưng không có răng cưa, giúp chúng nhặt trái cây dễ dàng hơn so với mỏ ngắn của đà điểu emu hay đà điểu thường.
Tuổi thọ trung bình của đà điểu đầu mào hoang dã là khoảng 18–20 năm, trong khi những con được nuôi nhốt có thể sống tới 40 năm.

## Hành vi và sinh thái học

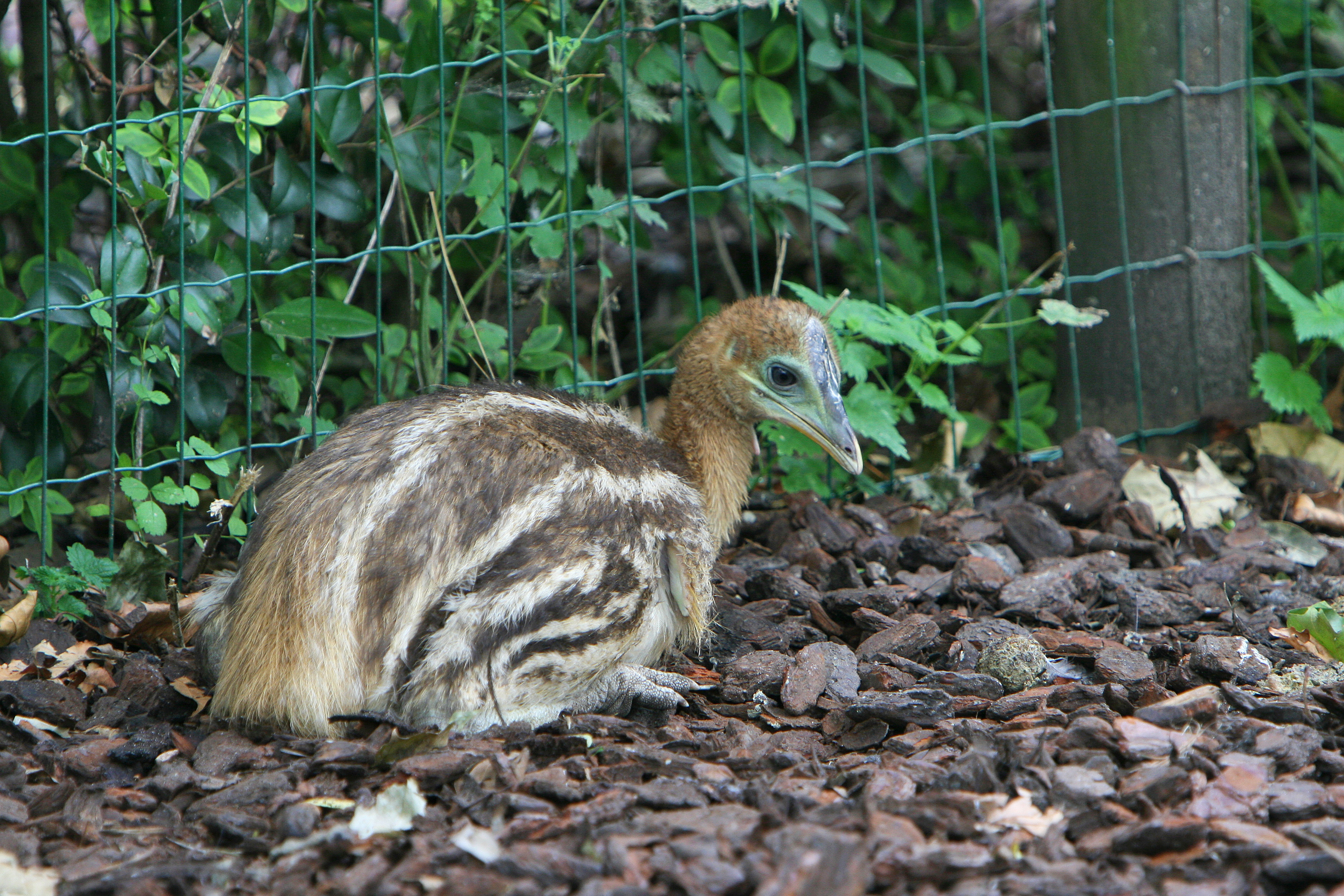
Đà điểu đầu mào phương nam con

Đà điểu đầu mào là loài chim sống đơn độc ngoại trừ trong thời kỳ giao phối, đẻ trứng và đôi khi xung quanh nơi có nguồn thức ăn dồi dào. Con đực và con cái đều duy trì lãnh thổ riêng biệt chồng lấn lên nhau, có diện tích khoảng 3 km vuông trong một nghiên cứu. Trong khi con cái di chuyển giữa các lãnh thổ vệ tinh của những con đực khác nhau, dường như chúng vẫn ở trong cùng một lãnh thổ trong hầu hết cuộc đời, giao phối với cùng một con đực hoặc những con đực có quan hệ họ hàng gần trong suốt cuộc đời của chúng.

### Sinh sản
Mùa sinh sản của đà điểu đầu mào bắt đầu từ tháng 5 đến tháng 6. Con cái đẻ từ ba đến tám quả trứng lớn, màu xanh lá cây tươi sáng hoặc xanh lục nhạt trong mỗi lứa vào đống lá mục do con đực chuẩn bị. Trứng có kích thước khoảng 9 nhân 14 cm (3,5 nhân 5,5 in) – chỉ có trứng đà điểu thường và trứng đà điểu emu là lớn hơn.

## Tình trạng và bảo tồn

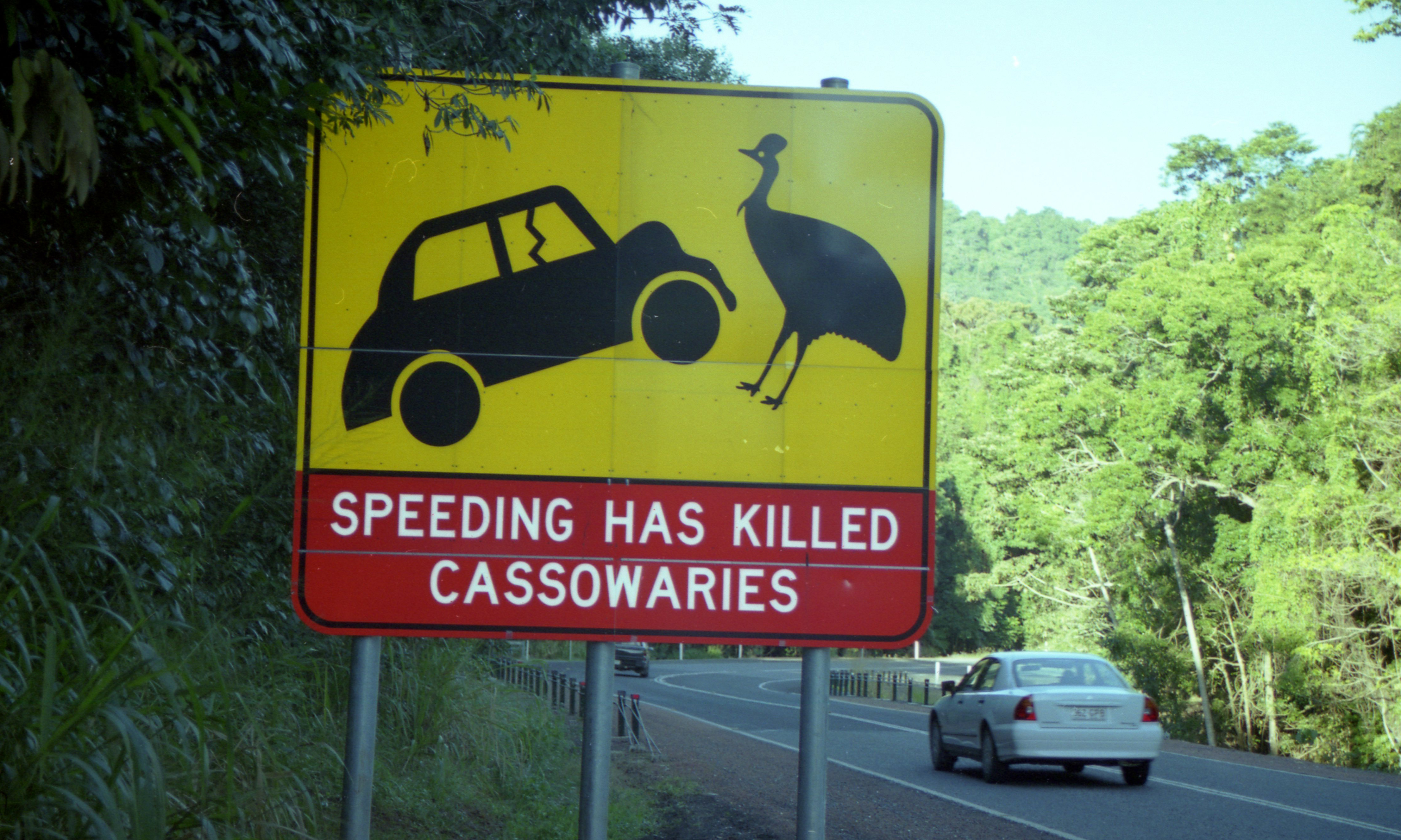
Biển cảnh báo tại Cairns, Queensland, Australia

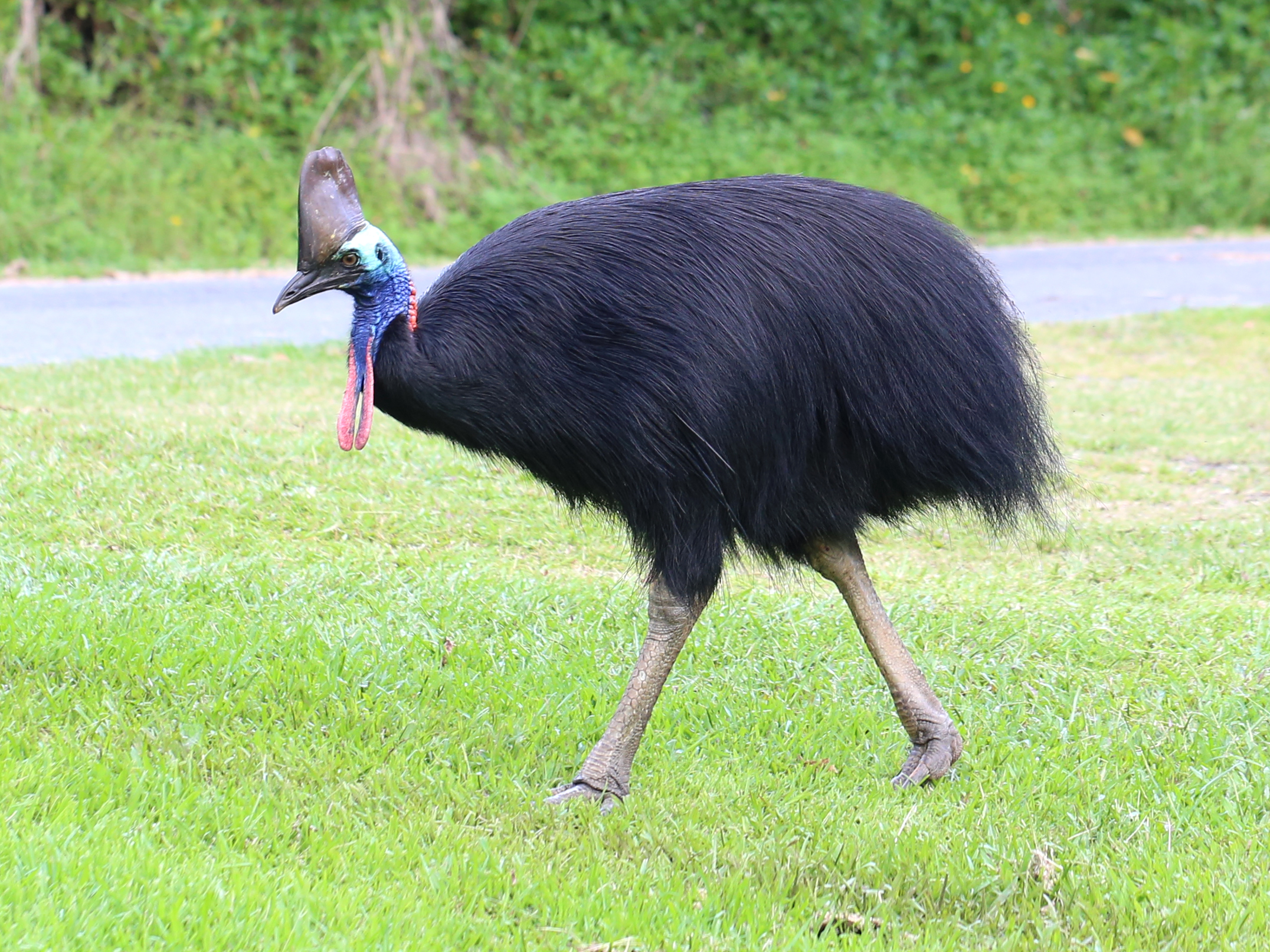
Một con đà điểu đầu mào đang lang thang tại một công viên du lịch ở Etty Bay, Queensland

Đà điểu đầu mào phương Nam đang có nguy cơ tuyệt chủng ở Queensland. Khi đánh giá sự suy giảm của loài này, Kofron và Chapman phát hiện ra rằng môi trường sống trước đây của đà điểu đầu mào chỉ còn lại khoảng 20–25%. Sự mất và phân mảnh môi trường sống là nguyên nhân chính gây ra sự suy giảm số lượng cá thể. Sau đó, họ nghiên cứu 140 trường hợp tử vong của đà điểu đầu mào và phát hiện ra rằng tai nạn xe cơ giới gây ra 55% số ca tử vong, trong khi đó tai nạn chó gây ra 18% số ca tử vong. Các nguyên nhân tử vong còn lại bao gồm săn bắn (năm trường hợp), vướng vào dây điện (một trường hợp), bắt giữ đà điểu đầu mào tấn công con người (bốn trường hợp) và nguyên nhân tự nhiên (18 trường hợp), bao gồm bệnh lao (bốn trường hợp). Nguyên nhân của 14 trường hợp được chỉ định là "không rõ lý do".
Việc cho đà điểu đầu mào ăn bằng tay gây ra mối đe dọa đáng kể đến sự sống còn của chúng vì nó dụ chúng vào các khu vực ngoại ô của con người. Ở đó, các loài chim dễ gặp phải các phương tiện và chó hơn. Việc tiếp xúc với con người khuyến khích đà điểu đầu mào lấy thức ăn từ bàn ăn ngoài trời. Lợn hoang cũng là mối đe dọa đáng kể đến sự sống còn của chúng. Chúng phá hủy tổ và trứng của đà điểu đầu mào, nhưng tác hại tệ nhất của chúng là trở thành đối thủ cạnh tranh thức ăn của đà điểu đầu mào, điều này có thể gây ra thảm họa cho đà điểu đầu mào trong thời kỳ khó khăn. 
Vào tháng 2 năm 2011, cơn bão Yasi đã phá hủy một khu vực môi trường sống rộng lớn của đà điểu đầu mào, gây nguy hiểm cho 200 cá thể đà điểu đầu mào – khoảng 10% tổng số cá thể của Úc.